# Rellie Kaputin
Rellie Kaputin (* 12. März 1993 in Kokopo) ist eine papua-neuguineische Leichtathletin, die sich auf den Weitsprung spezialisiert hat, aber auch im Hoch- und Dreisprung Erfolge feiert.

## Sportliche Laufbahn
Erste Erfahrungen bei internationalen Meisterschaften sammelte Rellie Kaputin im Jahr 2013, als sie bei den Mini-Pazifikspielen in Mata Utu mit übersprungenen 1,45 m den vierten Platz im Hochsprung belegte und mit 5,05 m im Weitsprung auf Rang fünf gelangte. Im Jahr darauf gewann sie bei den Ozeanienmeisterschaften in Rarotonga mit 1,57 m die Silbermedaille im Hochsprung hinter der Australierin Anna Staib, und auch im Weitsprung gewann sie mit 5,56 m hinter der Australierin Catherine Hannell die Silbermedaille. Im Dreisprung sprang sie auf 11,35 m und gewann damit die Bronzemedaille hinter den Neuseeländerinnen Anna Thomson und Atipa Mabonga. 2015 siegte sie bei den Pazifikspielen im heimischen Port Moresby mit neuem Landesrekord von 1,77 m im Hochsprung sowie mit 5,97 m im Weitsprung und mit 12,65 m im Dreisprung. 2017 siegte sie dann auch bei den Ozeanienmeisterschaften in Suva mit 1,65 m im Hochsprung, mit 5,86 m im Weit-, sowie mit 13,05 m im Dreisprung. Anschließend startete sie dank einer Wildcard bei den Weltmeisterschaften in London und schied dort mit 5,59 m in der Weitsprungqualifikation aus. Daraufhin siegte sie mit 6,40 m bei den Mini-Pazifikspielen in Port Vila im Weitsprung, sowie mit 13,26 m auch im Dreisprung, während sie sich im Hochsprung mit 1,65 m der Fidschianerin Shawntell Lockington geschlagen geben musste. 2018 startete sie im Weit- und Dreisprung bei den Commonwealth Games im australischen Gold Coast, verpasste dort aber jeweils den Finaleinzug.
2019 verteidigte sie bei den Ozeanienmeisterschaften in Townsville mit 6,50 m ihren Titel im Weitsprung und siegte mit 13,04 m auch im Dreisprung. Kurz darauf siegte sie mit 6,15 m bei den Pazifikspielen in Apia im Weitsprung und gewann mit übersprungenen 1,65 m die Silbermedaille im Hochsprung hinter Shawntell Lockington von den Fidschi-Inseln, und im Dreisprung musste sie sich mit 12,44 m ihrer Landsfrau Annie Topal geschlagen geben. 2021 nahm sie dank einer Wildcard im Weitsprung an den Olympischen Spielen in Tokio teil, verpasste dort aber mit 6,40 m den Finaleinzug.

## Persönliche Bestleistungen
- Hochsprung: 1,77 m, 14. Juli 2015 in Port Moresby (Landesrekord)
  - Hochsprung (Halle): 1,73 m, 11. März 2017 in Birmingham (Landesrekord)
- Weitsprung: 6,50 m (+0,9 m/s), 25. Juni 2019 in Townsville (Landesrekord)
  - Weitsprung (Halle): 6,27 m, 19. Februar 2017 in Alamosa (Landesrekord)
- Dreisprung: 13,28 m (+1,4 m/s), 27. Mai 2017 in Bradenton (Landesrekord)
  - Dreisprung (Halle): 13,09 m, 11. März 2017 in Birmingham (Landesrekord)